# Taman Mahkota Jubli Emas

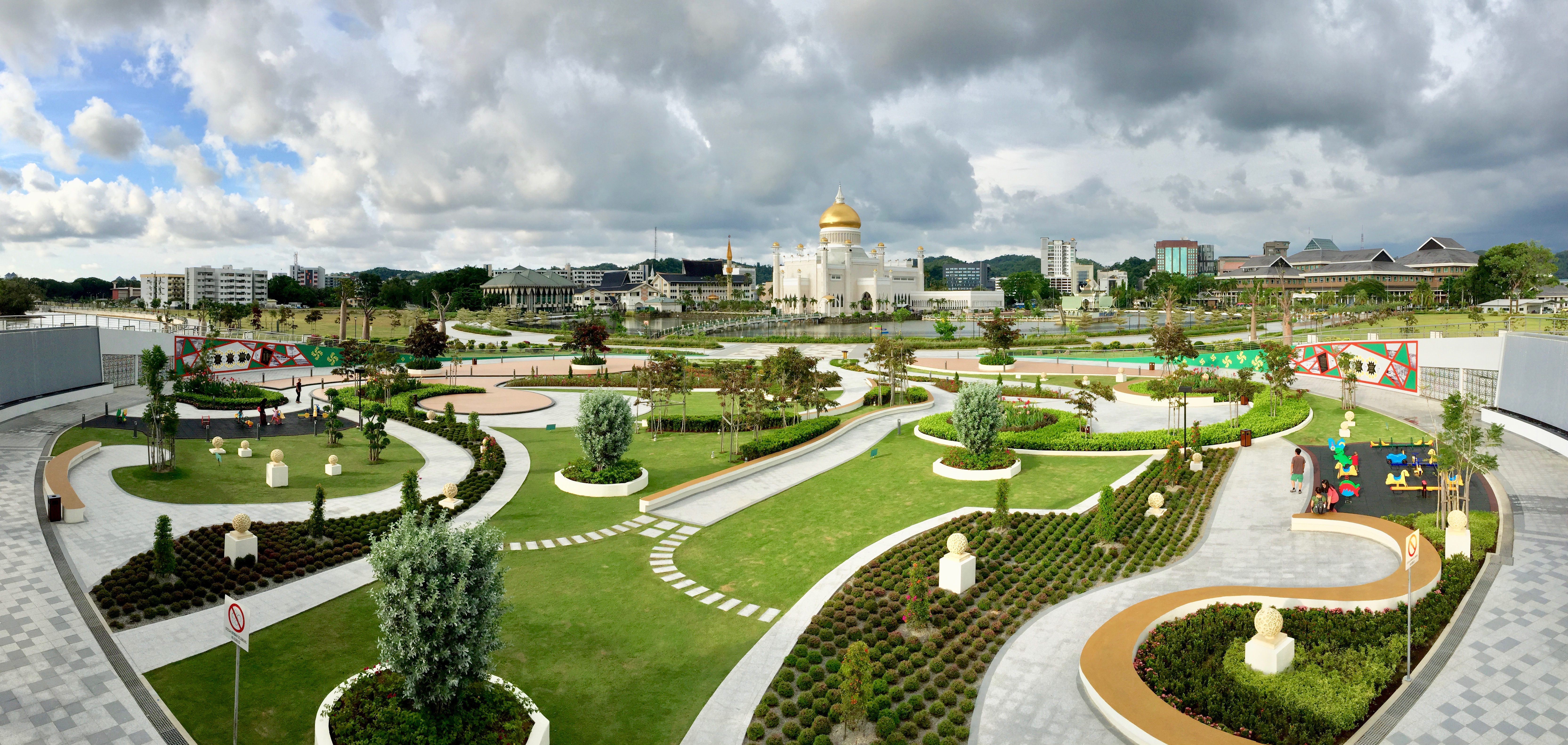

Taman Mahkota Jubli Emas (malaiisch für Park des Goldenen Krönungsjubiläums; engl.: Golden Jubilee Crown Park, ursprünglich auch Eco-Corridor Park/Taman Eko-Koridor) ist ein Park in Bandar Seri Begawan, Brunei. Der Park wurde am 22. Oktober 2017 in Verbindung mit dem Goldenen Thronjubiläum (5. Oktober 2017) von Sultan Hassanal Bolkiah eingeweiht.

## Entstehung
Der Park entstand durch Planung und Gestaltung des Sungai Kedayan Eco-Corridor, eines Projekts, durch das der Fluss Sungai Kedayan ökologisch saniert werden sollte. Der Plan sah vor, Flut-Management, Renaturierung und Entwicklung von öffentlichem Räumen zu verbessern. Das Projekt eines Öko-Korridors ist Teil des groß angelegten Bandar Seri Begawan Development Master Plan, dessen Ziel es ist, Bandar Seri Begawan zu 'revitalisieren', besonders im Stadtzentrum und mit weiteren Baumaßnahmen von kommerziellen, wohnungsbaulichen und sozialen, sowie dienstleistungstechnischen Infrastrukturelementen.

## Geschichte
Die Gestaltung des Parks begann im Januar 2016 als Teil des 10. Nationale Entwicklungsplans (Rancangan Kemajuan Negara Ke-10/RKN10) unter Leitung des Ministry of Development. Das Projekt war auf eine Fertigstellung im Mai 2018 ausgelegt, konnte jedoch bereits 8 Monate vorher vollendet werden. Am 22. Oktober 2017 wurde der Park offiziell von Hassanal Bolkiah eingeweiht.

## Beschreibung

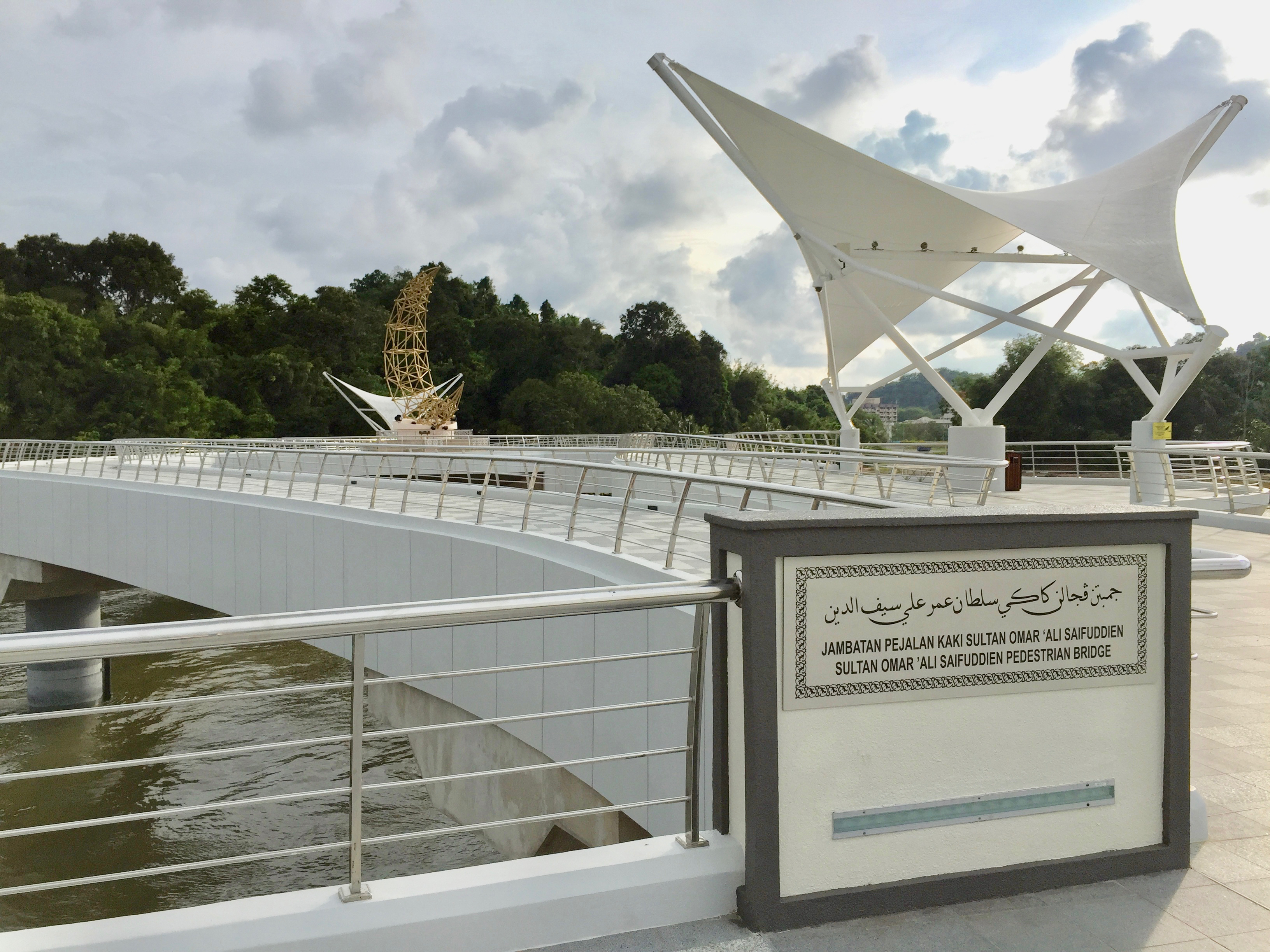
Sultan Omar 'Ali Saifuddien Pedestrian Bridge

Taman Mahkota Jubli Emas hat eine Fläche von 12 ha und liegt auf einem Uferabschnitt des Sungai Kedayan bis zu dessen Mündung in den Sungai Brunei. Zentrum des Parks ist eine 6 m breite Promenade, entlang derer verschiedene Gärten und Grünflächen angelegt sind.
Es gibt elf Zugangspunkte zum Park: neun vom Land aus und zwei Stellen vom Fluss aus über Wassertaxis und Anlegestellen. Die Sultan Omar 'Ali Saifuddien Pedestrian Bridge überspannt den Fluss und verbindet den Park mit dem gegenüberliegenden Ufer, dem Gewerbegebiet Batu Satu.

## Kritik
Der Park und das Projekt des Öko-Korridors generell hatten großen Einfluss auf die Gemeinschaft des Kampong Ayer, des alten Zentrums von Brunei. Die Gestaltung hatte die Umsiedlung von 500 Anwohnern aus dem Gebiet zur Folg und der komplette mukim wurde aufgelöst. Damit wurde die zunehmende Abwanderung aus der Gemeinschaft des Kampong Ayer verstärkt und es wurden Bedenken zum Weiterbestehen der verbleibenden Gemeinschaft laut.